# Gabriel Lima
Gabriel Lima (n. Brasil, 13 de junio de 1978) es un futbolista brasileño. Jugó de delantero en el Alki Larnaca y en AEP Paphos. Después jugó en Catar por 200,000 dólares con Al-Ahli. Su temporada más memorable fue la de 2003-04 cuando jugó con Bnei Sakhnin donde condujo el club a una histórica Copa Estatal, combinado con una liga estelar donde anotó siete goles y añadió ocho asistencias en treinta partidos de la liga.

## Clubes
| Club                    | País          | Año       |
| ----------------------- | ------------- | --------- |
| Fluminense FC           | Brasil        | 1996-1999 |
| AD Cabofriense          | Brasil        | 2000      |
| CA Juventus             | Brasil        | 2001      |
| PFC Levski Sofia        | Bulgaria      | 2002      |
| Bnei Sakhnin FC         | Israel        | 2002-2004 |
| Bnei Yehuda Tel Aviv FC | Israel        | 2004-2005 |
| Bnei Sakhnin FC         | Israel        | 2005      |
| Daegu FC                | Corea del Sur | 2006      |
| Al-Ahli SC              | Catar         | 2007      |
| Nanchang Bayi           | China         | 2007      |
| APOP Kinyras Peyias     | Chipre        | 2008      |
| Alki Larnaca            | Chipre        | 2008-2009 |
| AEP Paphos              | Chipre        | 2009      |
| Doxa Katokopia          | Chipre        | 2010      |
| Hapoel Ra'anana AFC     | Israel        | 2010      |
| Bonsucesso FC           | Brasil        | 2011-     |